# 東白川村民センター
東白川村民センター（ひがししらかわそんみんセンター）は、岐阜県加茂郡東白川村にある公共施設（文化施設）。

## 概要
- 農林業開発、経営技術改善、情報連絡、休養福祉、教養知識取得、保健指導などの様々な行事及び集会に使用するのを目的とする施設である[2]。
- 1974年（昭和49年）着工。1975年（昭和50年）7月18日に竣工式が行われた[1]。
- 完成時は1階に東白川村農業協同組合（現・JAめぐみの東白川支店）、2階に東白川村森林組合、東白川村商工会などの様々な組織が入り、3、4階は山村開発センター（研修室、集会室など）となっていた[1]。後に東白川村森林組合、東白川村商工会は移転し、山村開発センターの機能ははなのき会館（1994年（平成6年）竣工）に移されている[3]。
- 東白川村役場庁舎に隣接し、2階と3階には東白川村役場の組織の一部が入る。これは現在の東白川村役場庁舎（1993年（平成5年）竣工）の建設費用の削減のため、東白川村民センターを庁舎の一部として使用することが計画されていたからである。尚、村民センターは1993年（平成5年）5月から1994年（平成6年）4月まで東白川村役場の仮庁舎として使用されていた[3]。
- 図書室が設置されている。東白川村の規則上の名称では、図書室はは東白川村公民館図書室[4]である。村民の要望により東白川村民センターの4階の一部を改修し、1979年（昭和54年）設置された[5]。その後、はなのき会館・はなのき別館（東白川村公民館条例上では、東白川村中央公民館の所在地にある[6]。）への移転も検討されたが、距離が遠くなることもあり、当面の間は東白川村民センター内に置かれることになった[3]。2022年現在も図書室は東白川村民センター内にあるが、名称は「公民館図書室」としている。図書室の開室時間は9:00 - 21:00。貸出は村民のみであり、貸出冊数は1回につき3冊。貸出期間は14日間以内である。

## 施設概要
1階
- JAめぐみの東白川支店

2階
- 東白川村役場
- わくわくスポット
- 公民館図書室

3階
- 東白川村役場
- 会議室
- 公民館図書室

4階
- 公民館図書室
- 大集会室
- 婦人の部屋

## 交通アクセス
- 濃飛バス白川東白川線「東白川村役場」バス停より徒歩約1分。
  - 高山本線白川口駅より「越原消防センター」行き。

## 周辺施設
- 東白川村役場 ※隣接
- 神田神社
- 東白川村立東白川中学校